# 山本あきこ
山本 あきこ（やまもと あきこ、1982年9月10日 - ）は、日本の元ピン芸人。旧芸名および本名は、山本晶子（読み同じ）。
兵庫県出身。よしもとクリエイティブ・エージェンシーに所属していた。

## 概要
- 男女トリオ「シャングリラ」を2011年に解散し、2012年より、ピン芸人「山本晶子」として活動。
- 2014年5月、「山本あきこ」に改名。
- NSCは出ておらず、一般からの所属。芸歴はNSC24期生扱いとなる。
- ネタのスタイルは主に漫談。
- 全日本獣医師協同組合認定動物看護師とペット食育協会認定食育士1級の資格を所得しており、大の犬好き。
- 『オールザッツ漫才2012』（毎日放送）の若手ネタバトル（フットカットバトル）で第3位。
- 2017年9月18日、劇団間座公演「発明王」への出演を最後に引退[1]。引退後は、芸人時代から務めていたたむらけんじプロデュースの『手作りドッグフード たむ犬』の店長の仕事に専念する[2]。

## 出演番組（不定期）
- 真夜中市場～ハイヒールの眠れない夜～（関西テレビ）
- モモコのOH!ソレ!み～よ!（関西テレビ）

## 過去の出演番組
- あさパラ!（読売テレビ）ダイエット企画　等
- ビーバップ!ハイヒール（朝日放送）ハテナの自由研究「サギ写を見抜け！」